# Yanfeng Automotive Interiors
Yanfeng Automotive Interiors (YFAI) ist ein weltweit tätiger Automobilzulieferer. Das Unternehmen mit Sitz in Schanghai, China, entwickelt und fertigt Innenraumkomponenten für Fahrzeuge. Yanfeng Automotive Interiors beschäftigt 33.000 Mitarbeiter in 20 Ländern an 110 Entwicklungs- und Produktionsstandorten. Mit einem Umsatz von 8,5 Mrd. Euro (2019) befindet sich Yanfeng Automotive Interiors in der weltweiten Liste der größten Automobilzulieferer auf Rang 29.

## Geschichte
Yanfeng Automotive Interiors entstand im Jahr 2015 als Joint Venture zwischen dem chinesischen Automobilzulieferer Yanfeng Automotive Trim Systems und Adient, dem weltweit führenden Anbieter von Automobilsitzen (früheres Sitzgeschäft von Johnson Controls). 2020 verkaufte Adient seine Beteiligung von 30 Prozent an den Joint Venture-Partner Yanfeng Automotive Trims Systems, dem 70 Prozent gehörten. Seitdem ist YFAI eine hundertprozentige Tochtergesellschaft von Yanfeng International.

## Standorte
Der Hauptsitz des Unternehmens befindet sich in Shanghai, China. Daneben gibt es auch Zentralen (Technologiezentren) in den drei Regionen China und Asien-Pazifik, Europa und Südafrika sowie Nordamerika. Mit 110 Standorten in 20 Ländern ist Yanfeng Automotive Interiors weltweit tätig.
Europa & Afrika: Seine Europazentrale mit rund 550 Beschäftigten hat das Unternehmen seit 2015 in Neuss, von wo aus alle 17 Standorte in Europa und Südafrika gesteuert werden. Insgesamt beschäftigt das Unternehmen in Europa rund 8.200 Mitarbeiter. In Deutschland sind es 2.000 Mitarbeiter. Dazu zählen neben der Europazentrale in Neuss auch die beiden Produktionsstandorte Lüneburg und Neustadt an der Donau.
Asien-Pazifik: In Schanghai, China, befindet sich die Unternehmenszentrale. Außerdem betreibt der Automobilzulieferer hier eines seiner vier Innovationszentren mit dem Schwerpunkt Design und Konzeptentwicklung.
Nord- und Südamerika: In der Region Nord- und Südamerika betreibt Yanfeng Automotive Interiors neben den Produktionsstandorten auch zwei seiner vier Innovationszentren in Novi (Michigan, USA) und Sunnyvale im kalifornischen Silicon Valley.

## Produkte
Yanfeng Automotive Interiors ist spezialisiert auf die Innenausstattung von Fahrzeugen. Die Produkte gliedern sich in die Bereiche:
- Cockpits
- Instrumententafeln
- Türverkleidungen
- Mittelkonsolen
- Dachbedieneinheiten
- Dekorative Verkleidungselemente
- Intelligente, funktionale Oberflächen
- Innenraumbeleuchtung

## Forschung und Entwicklung
Insgesamt verfügt der Innovationsbereich des Unternehmens über rund 150 Mitarbeiter weltweit, die in vier Innovationszentren – Neuss (Deutschland), Schanghai (China), Novi (Michigan, USA) und Sunnyvale (Kalifornien, USA) – arbeiten. Ziel der Innovationszentren ist es, alle Funktionen der Forschung und Entwicklung unter einem Dach zusammenzufassen. Dazu zählen neben der Konsumenten- und Marktforschung auch das Industriedesign und die Produkt- und Prozessinnovation sowie der Bereich "User Experience". Neben der traditionellen Innenraum-Produktion beschäftigen sich die Entwicklungsteams auch mit dem Innenraum der Zukunft, der zunehmend durch den Einsatz neuer Materialien und Technologien geprägt wird. Dazu zählen etwa funktionale, intelligente oder adaptive Oberflächen, die einen neuen Stil und Funktionen im Innenraum ermöglichen.
Hieran arbeitet das Unternehmen auch gemeinsam mit externen Entwicklungspartnern. Der unternehmenseigene Business Incubator fokussiert insbesondere die Integration neuer Technologien in den Fahrzeuginnenraum. Dazu zählen unter anderem HMI-Schnittstellen, Licht- und Anzeigeelemente. So stellte Yanfeng Automotive Interiors auf der Internationalen Automobil-Ausstellung (IAA) in Frankfurt a. M. beispielsweise gemeinsam mit KOSTAL, einem Anbieter mechatronischer HMI-Komponenten, ein Modul vor, das die nahtlose Einbettung von Bedienoberflächen in 3D-geformtes Glas ermöglicht. Somit lassen sich auch für größere Dekorteile des Fahrzeuginterieurs moderne Bedienelemente und Schalter in frei formbare Glasflächen integrieren.